# Bataille de l'Alto de la Alianza
Guerre du Pacifique (1879-1884)
Batailles
Campagne navale
- Chipana
- Iquique
- Punta Gruesa
- Antofagasta (1re)
- Antofagasta (2e)
- Rímac
- Angamos
- Pilcomayo
- Arica (1re)
- Arica (2e)
- Callao

Campagne terrestre
- Topáter
- San Francisco
- Tarapacá
- Los Ángeles
- Alto de la Alianza (Tacna)
- Arica
- Chorrillos
- Miraflores
- Lima
- San Pablo
- Pachia
- La Concepción
- Huamachuco

La bataille de l'Alto de la Alianza ou bataille de Tacna est une bataille qui a opposé le 26 mai 1880 les armées alliées bolivienne et péruvienne aux forces chiliennes dans le cadre de la guerre du Pacifique, à Tacna au Pérou. 
Les troupes alliées du Pérou et de la Bolivie étaient menées par le général bolivien Narciso Campero et celles du Chili par 
le général Manuel Baquedano (en).
La bataille fut gagnée par le Chili et entraîna le retrait de la Bolivie de la Guerre du Pacifique et la rupture de son alliance avec le Pérou.